# Oblasni izbori u Kraljevini SHS 1927.
Oblasni izbori 1927. su bili izbori za oblasne skupštine u 33 oblasti Kraljevine SHS. Održani su paralelno u svim oblastima 23. siječnja 1927. Bili su to prvi i posljednji oblasni izbori u Kraljevini SHS.
Broj zastupnika u oblasnoj skupštini je ovisio o broju stanovnika pojedine oblasti. Na svakih 10.000 stanovnika se birao jedan zastupnik u oblasnoj skupštini.

## Zakonska podloga za održavanje izbora
Vidovdanski ustav je podjelio Kraljevinu SHS na oblasti (najveće upravno-teritorijalne jedinice), ali nije odredio njihov broj već je ograničio broj stanovnika oblasti. Broj stanovnika je ograničio tako što je odredio da niti jedna oblast ne može imati više od 800.000 stanovnika. 
22. travnja 1922. donesena je Uredba o podjeli zemlje na oblasti (kojom je Kraljevina SHS podjeljena na 33 oblasti), Zakon o općoj upravi (kojim je uspostavljena i uređena oblasna, kotarska i općinska uprava) te Zakon o oblasnoj i sreskoj (kotarskoj) samoupravi (kojim je uvedena oblasna i kotarska samouprava).

## Oblasna uprava i samouprava
Na čelu oblasti stajao je veliki župan koji je bio organ središnje državne uprave, a bio je nezavisan od svakog lokalnog utjecaja. Postavljao ga je kralj ukazom na prijedlog ministra unutarnjih poslova uz suglasnost predsjednika vlade. Veliki župan je preko državnih organa upravljao poslovima državne uprave u svojoj oblasti. Prema Ustavu mogao je zadržati od izvršenja svaku odluku samoupravnih organa koja nije bila zasnovana na Ustavu, zakonu ili oblasnim uredbama.
Organi oblasne samouprave bili su: oblasna skupština (kao lokalna zakonodavna vlast) te oblasni odbor od 5 do 8 članova (kao izvršni organ oblasne skupštine). U nadležnosti oblasne samouprave bile su: oblasne financije, javni radovi, narodno zdravlje, socijalna politika, prosvjeta te briga o unapređenju oblasnih privrednih interesa. Oblasti su imale i svoj godišnji budžet, koji je odobravao ministar financija.

## Pripreme za održavanje izbora
Nova upravna organizacija države je trebala zaživjeti u roku od 3 mjeseca od donošenja propisa i u tom roku su trebali biti održani oblasni izbori, no zbog otpora HSS-a protiv „parcelacije Hrvatske“ kao i zbog bojazni čelnika Narodne radikalne stranke od jačanja federalističkih snaga putem oblasti, oblasna samouprava je zaživjela tek početkom 1927.
Koalicijska radikalsko-radićevska vlada je iznenada donijela odluku 18. studenoga 1926. o raspisivanju oblasnih izbora za 23. siječnja 1927. što je bilo iznenađenje i za sam HSS (koji je to nazvao „prepadom s oblasnim izborima“). Naime, HSS-ovi ministri su se dogovarali s radikalima da se „promijeni izborni red za oblasne skupštine“ i naglasili „da bi bilo mnogo bolje prihvatiti općinske izbore u cijeloj državi“, no u odsutnosti nekoliko HSS-ovih ministara vlada je iskoristila priliku i donijela odluku o raspisivanju izbora. Tim izborima je nakon 5 godina konačno zaživjela dugo odgađana oblasna samouprava.

## Rezultati izbora po oblastima

### Zagrebačka oblast
| Stranke i koalicije                      | Stranke i koalicije                      | Ukupno zastupnika | Iz Zagreba | Udjel u skupštini |
| ---------------------------------------- | ---------------------------------------- | ----------------- | ---------- | ----------------- |
| Hrvatska seljačka stranka                | Hrvatska seljačka stranka                | 70                | 4          | 87,5%             |
| Samostalna demokratska stranka           | Samostalna demokratska stranka           | 3                 | 1          | 3,75%             |
| Hrvatska federalistička seljačka stranka | Hrvatska federalistička seljačka stranka | 3                 | 3          | 3,75%             |
| Nezavisna radnička partija (komunisti)   | Nezavisna radnička partija (komunisti)   | 2                 | 2          | 2,5%              |
| Hrvatska stranka prava                   | Hrvatska stranka prava                   | 1                 | 1          | 1,25%             |
| Ostali - nestranački                     | Ostali - nestranački                     | 1                 | -          | 1,25%             |
| Ukupno                                   | Ukupno                                   | 80                | 11         | 100,0%            |

### Osječka oblast
| Stranke i koalicije                      | Stranke i koalicije                      | Ukupno zastupnika | Iz Osijeka | Udjel u skupštini |
| ---------------------------------------- | ---------------------------------------- | ----------------- | ---------- | ----------------- |
| Hrvatska seljačka stranka                | Hrvatska seljačka stranka                | 59                | 1          | 76,6%             |
| Samostalna demokratska stranka           | Samostalna demokratska stranka           | 11                | -          | 14,3%             |
| Hrvatska federalistička seljačka stranka | Hrvatska federalistička seljačka stranka | 3                 | 3          | 3,9%              |
| Narodna radikalna stranka                | Narodna radikalna stranka                | 2                 | 1          | 2,6%              |
| Hrvatska stranka prava                   | Hrvatska stranka prava                   | 1                 | -          | 1,3%              |
| Disidenti Samostalne demokratske stranke | Disidenti Samostalne demokratske stranke | 1                 | -          | 1,3%              |
| Ukupno                                   | Ukupno                                   | 77                | 5          | 100,0%            |

### Srijemska oblast
U Srijemskoj oblasti pobjedu je odnijela Narodna radikalna stranka, dok je Hrvatska seljačka stranka u oblasnoj skupštini bila u oporbi sa slabijim izbornim rezultatom od očekivanog.
| Stranke i koalicije                      | Stranke i koalicije                      | Ukupno zastupnika | Udjel u skupštini |
| ---------------------------------------- | ---------------------------------------- | ----------------- | ----------------- |
| Narodna radikalna stranka                | Narodna radikalna stranka                | 20                | 50,0%             |
| Hrvatska seljačka stranka                | Hrvatska seljačka stranka                | 12                | 30,0%             |
| Samostalna demokratska stranka           | Samostalna demokratska stranka           | 6                 | 15,0%             |
| Hrvatska federalistička seljačka stranka | Hrvatska federalistička seljačka stranka | 1                 | 2,5%              |
| Zemljoradnička stranka                   | Zemljoradnička stranka                   | 1                 | 2,5%              |
| Ukupno                                   | Ukupno                                   | 40                | 100,0%            |

### Primorsko-krajiška oblast
| Stranke i koalicije              | Stranke i koalicije              | Ukupno zastupnika | Udjel u skupštini |
| -------------------------------- | -------------------------------- | ----------------- | ----------------- |
| Koalicija SDS-NRS                | Koalicija SDS-NRS                | 32                | 52,5%             |
| * Samostalna demokratska stranka | * Samostalna demokratska stranka | *30               | *49,2%            |
| * Narodna radikalna stranka      | * Narodna radikalna stranka      | *2                | *3,3%             |
| Hrvatska seljačka stranka        | Hrvatska seljačka stranka        | 28                | 45,9%             |
| Demokratska stranka              | Demokratska stranka              | 1                 | 1,6%              |
| Ukupno                           | Ukupno                           | 61                | 100,0%            |

### Splitska oblast
| Stranke i koalicije                      | Stranke i koalicije                      | Ukupno zastupnika | Iz Splita | Udjel u skupštini |
| ---------------------------------------- | ---------------------------------------- | ----------------- | --------- | ----------------- |
| Hrvatska seljačka stranka                | Hrvatska seljačka stranka                | 26                | 1         | 53,1%             |
| Narodna radikalna stranka                | Narodna radikalna stranka                | 7                 | -         | 14,3%             |
| Samostalna demokratska stranka           | Samostalna demokratska stranka           | 6                 | -         | 12,3%             |
| Disidenti Hrvatske seljačke stranke      | Disidenti Hrvatske seljačke stranke      | 3                 | -         | 6,1%              |
| Hrvatska pučka stranka                   | Hrvatska pučka stranka                   | 3                 | -         | 6,1%              |
| Zemljoradničko-demokratska koalicija     | Zemljoradničko-demokratska koalicija     | 2                 | -         | 4,1%              |
| Hrvatska federalistička seljačka stranka | Hrvatska federalistička seljačka stranka | 1                 | 1         | 2,0%              |
| Hrvatski seljački-radnički blok          | Hrvatski seljački-radnički blok          | 1                 | 1         | 2,0%              |
| Ukupno                                   | Ukupno                                   | 49                | 3         | 100,0%            |

### Dubrovačka oblast
| Stranke i koalicije            | Stranke i koalicije            | Ukupno zastupnika | Udjel u skupštini |
| ------------------------------ | ------------------------------ | ----------------- | ----------------- |
| Hrvatska seljačka stranka      | Hrvatska seljačka stranka      | 10                | 83,4%             |
| Narodna radikalna stranka      | Narodna radikalna stranka      | 1                 | 8,3%              |
| Samostalna demokratska stranka | Samostalna demokratska stranka | 1                 | 8,3%              |
| Ukupno                         | Ukupno                         | 12                | 100,0%            |

### Ljubljanska oblast
| Stranke i koalicije                  | Stranke i koalicije                  | Ukupno zastupnika | Iz Ljubljane | Udjel u skupštini |
| ------------------------------------ | ------------------------------------ | ----------------- | ------------ | ----------------- |
| Slovenska ljudska stranka            | Slovenska ljudska stranka            | 42                | 2            | 80,8%             |
| Slovenska kmetska stranka            | Slovenska kmetska stranka            | 4                 | -            | 7,7%              |
| Samostalna demokratska stranka       | Samostalna demokratska stranka       | 3                 | 3            | 5,8%              |
| Zemljoradničko-demokratska koalicija | Zemljoradničko-demokratska koalicija | 1                 | -            | 1,9%              |
| KNEM                                 | KNEM                                 | 1                 | -            | 1,9%              |
| Hrvatska seljačka stranka            | Hrvatska seljačka stranka            | 1                 | -            | 1,9%              |
| Ukupno                               | Ukupno                               | 52                | 5            | 100,0%            |

### Mariborska oblast
| Stranke i koalicije                  | Stranke i koalicije                  | Ukupno zastupnika | Udjel u skupštini |
| ------------------------------------ | ------------------------------------ | ----------------- | ----------------- |
| Slovenska ljudska stranka            | Slovenska ljudska stranka            | 42                | 65,6%             |
| Hrvatska seljačka stranka            | Hrvatska seljačka stranka            | 10                | 15,6%             |
| Samostalna demokratska stranka       | Samostalna demokratska stranka       | 6                 | 9,4%              |
| Zemljoradničko-demokratska koalicija | Zemljoradničko-demokratska koalicija | 3                 | 4,7%              |
| Narodna radikalna stranka            | Narodna radikalna stranka            | 2                 | 3,1%              |
| Slovenska kmetska stranka            | Slovenska kmetska stranka            | 1                 | 1,6%              |
| Ukupno                               | Ukupno                               | 64                | 100,0%            |

### Cetinjska (Zetska) oblast
U Cetinjskoj oblasti pobijedila je Narodna radikalna stranka, dok su Demokratska stranka, Crnogorska federalistička stranka i Zemljoradnička stranka bile oporba u oblasnoj skupštini. U oblasnom odboru od 5 članova radikali su imali 3 člana, a demokrati i federalisti po jednog.

### Zajednički izborni rezultati za Bosnu i Hercegovinu
Bosna i Hercegovina je bila podjeljena na 6 oblasti koje su se poklapale s njenim granicama prije podjele države na oblasti. Te oblasti su: Bihaćka, Banjalučka, Tuzlanska, Travnička, Sarajevska te Mostarska oblast. 
Zbog neujednačenih izbornih rezultata 17. veljače 1927. je sklopljen Sporazum o zajedničkom radu oblasnih skupština i odbora između JMO-a, HSS-a, ZS-a i DS-a čime si je Koalicija osigurala većinu u svih 6 bosanskohercegovačkih oblasnih skupština te prevlast u oblasnim odborima, dok je taj isti sporazum radikale doveo u neočekivani položaj oporbe.
| Stranke i koalicije                      | Stranke i koalicije                      | Ukupno zastupnika | Udjel u skupštinama |
| ---------------------------------------- | ---------------------------------------- | ----------------- | ------------------- |
| Koalicija JMO-HSS-ZS-DS                  | Koalicija JMO-HSS-ZS-DS                  | 131               | 69,0%               |
| * Jugoslavenska muslimanska organizacija | * Jugoslavenska muslimanska organizacija | *52               | *27,4%              |
| * Hrvatska seljačka stranka              | * Hrvatska seljačka stranka              | *36               | *19,0%              |
| * Zemljoradnička stranka                 | * Zemljoradnička stranka                 | *28               | *14,7%              |
| * Demokratska zajednica (DS + JMO)       | * Demokratska zajednica (DS + JMO)       | *15               | *7,9%               |
| Narodna radikalna stranka                | Narodna radikalna stranka                | 47                | 24,7%               |
| Samostalna demokratska stranka           | Samostalna demokratska stranka           | 10                | 5,3%                |
| Nezavisni radikali                       | Nezavisni radikali                       | 1                 | 0,5%                |
| Udružena opozicija                       | Udružena opozicija                       | 1                 | 0,5%                |
| Ukupno                                   | Ukupno                                   | 190               | 100,0%              |

### Bačka oblast
U Bačkoj (Novosadskoj) oblasti je pobijedila Narodna radikalna stranka, dok su Hrvatska seljačka stranka s osvojena 3 mandata i Vojvođanska pučka stranka s 1 osvojenim mandatom bile u oporbi.

### Užička oblast
| Stranke i koalicije       | Stranke i koalicije       | Ukupno zastupnika | Udjel u skupštini |
| ------------------------- | ------------------------- | ----------------- | ----------------- |
| Narodna radikalna stranka | Narodna radikalna stranka | 15                | 71,4%             |
| Demokratska stranka       | Demokratska stranka       | 5                 | 23,8%             |
| Zemljoradnička stranka    | Zemljoradnička stranka    | 1                 | 4,8%              |
| Ukupno                    | Ukupno                    | 21                | 100,0%            |